# Erode Antipa
Erode Antipa (Herodes Antipatros; 20 a.C. – dopo il 39) era figlio di Erode il Grande e della sua quarta moglie, la samaritana Maltace. Fu tetrarca della Galilea e della Perea dal 4 a.C. al 39 d.C..
Secondo i Vangeli, fece arrestare e uccidere Giovanni il Battista e incontrò Gesù durante la sua passione.

## Biografia

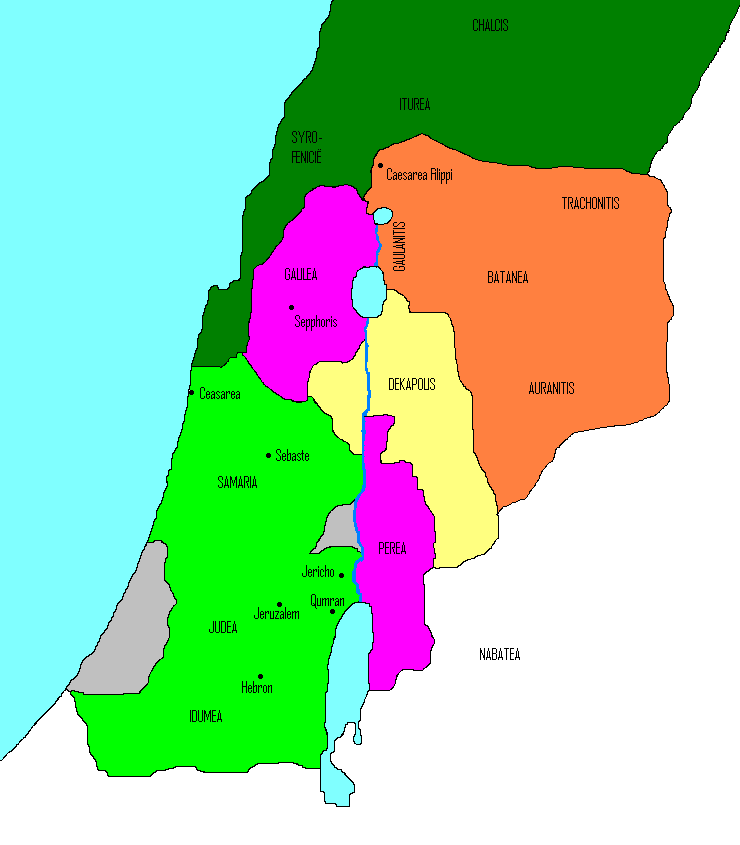
In viola, la Galilea e la Perea, governate da Erode Antipa
In verde chiaro, la Giudea, la Samaria, parte dell'Idumea, governate da Erode Archelao
In arancione, la Batanea, la Traconitide, l'Auranitide e parte della Paniade, governate da Filippo
In giallo, la Decapoli

Associato alla reggenza dal padre, gli succedette alla sua morte nel 4 a.C., quando il regno per decisione di Roma fu diviso tra i tre figli:
- Erode Archelao a cui fu data la Giudea, la Samaria, parte dell'Idumea e il titolo di Etnarca;
- Filippo Tetrarca figlio di Erode il Grande e Cleopatra di Gerusalemme (da non confondere con Erode Filippo, figlio di Erode il Grande e Mariamme II) che ottenne la Batanea, la Traconitide, l'Auranitide e alcune parti della Paniade con il titolo di Tetrarca;
- Erode Antipa che ebbe la Galilea e la Perea ed anche lui il titolo di Tetrarca.[1] Il suo regno quindi, come già quello di suo padre, non era completamente indipendente, poiché di fatto dipendeva da Roma.

Durante un soggiorno a Roma, Erode Antipa intrecciò una relazione con Erodiade, moglie di suo fratello Erode Filippo; ripartendo per la Galilea, la portò con sé e la sposò. Il fatto destò scandalo, in quanto Erode Antipa era già sposato con la figlia del re Areta IV e inoltre Erodiade era anche sua cognata e la legge mosaica proibiva tali unioni.
Come citato anche nei Vangeli, Erode Antipa (menzionato come "il Tetrarca Erode" in Mt 14 e Lc 9:7, anziché come Antipa) fece arrestare Giovanni Battista, che nella sua predicazione al popolo rimproverava a Erode Antipa questa illecita relazione con Erodiade: quest'ultima voleva farlo uccidere, ma Erode si opponeva, temendo la reazione popolare e avendo un certo timore reverenziale nei confronti del predicatore. La donna riuscì però a strappare il suo consenso con l'inganno: durante una banchetto per il suo compleanno, la figlia di Erodiade (secondo la tradizione si chiamava Salomè; i Vangeli non riportano il suo nome) si esibì in una danza che piacque molto ad Erode, il quale giurò di darle in premio ciò che ella avesse voluto, "fosse anche la metà del mio regno". La ragazza, istigata dalla madre, chiese che le fosse portata su un piatto d'argento la testa di Giovanni Battista che Erode Antipa aveva già fatto arrestare da alcuni mesi a Macheronte; Erode Antipa, per non venire meno al giuramento fatto davanti ad illustri commensali, acconsentì e mandò a decapitare Giovanni.
In seguito, racconta Luca, Erode Antipa incontrò Gesù durante la Passione: Ponzio Pilato, per sbarazzarsi dell'imbarazzante processo e delle pressioni giudaiche, pensò di far giudicare l'imputato galileo dal suo tetrarca Erode Antipa. Gesù però non rispose alle sue domande; quindi Erode si fece beffe di lui rivestendolo di un manto fastoso e lo rimandò da Pilato.
Secondo il frammentario Vangelo di Pietro (apocrifo), la responsabilità della condanna di Gesù fu di Erode Antipa, che subentrò a Ponzio Pilato dopo che questi se ne lavò le mani.

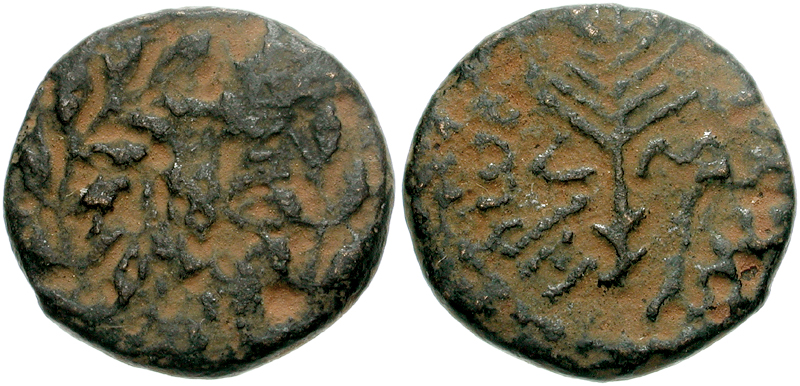
Moneta di Erode Antipa

Dopo aver abbandonato la prima moglie per sposarsi con la cognata Erodiade, moglie di Filippo, Antipa si attirò le ire del padre della prima, Areta IV re dei Nabatei, che decise di muovere guerra contro di lui. Il tetrarca ne rimase sconfitto, ma riuscì a mantenere il trono. Erode Antipa, che alla morte del padre aveva solo diciassette anni, si dimostrò furbo e accorto come lui, riuscendo a regnare per ben quarantaquattro anni. Anche lui però fece la fine di Erode Archelao. 
Durante il regno di Caligola, il cognato Erode Agrippa I manovrò per ottenere la sua condanna. Come il fratello, fu condannato all'esilio a Lugdunum nelle Gallie. I suoi domini furono posti nelle mani di Erode Agrippa, ma, appena uscito dal palazzo, fu ucciso per mano del generale romano.